# مبان مسبقة الصنع (جاهزة)

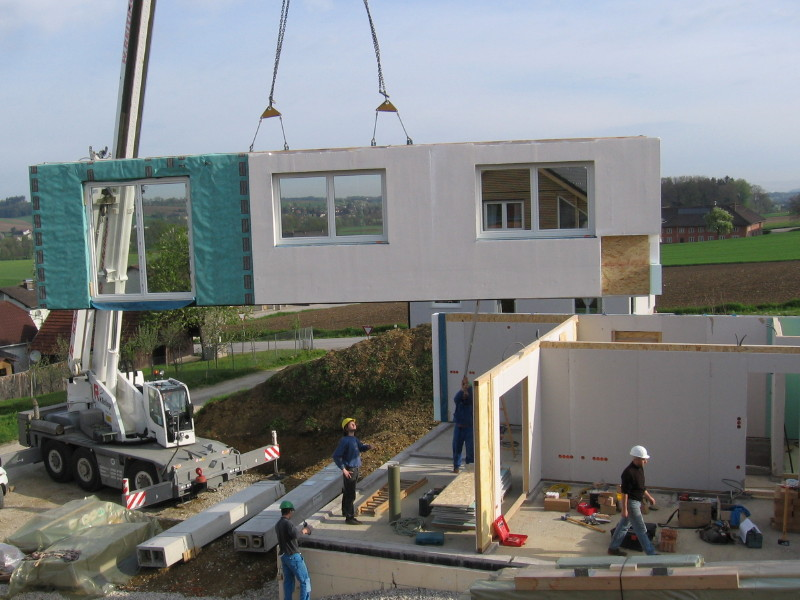

المبنى مسبق الصنع، هو مبنًى صنع وأُنشئ باستخدام وحدات مسبقة الصنع. يتألف من أجزاء مجهزة في المصنع أو وحدات نُقلت وجمعت في الموقع لتشكيل وبناء المبنى بأكمله.

## خلفية تاريخية

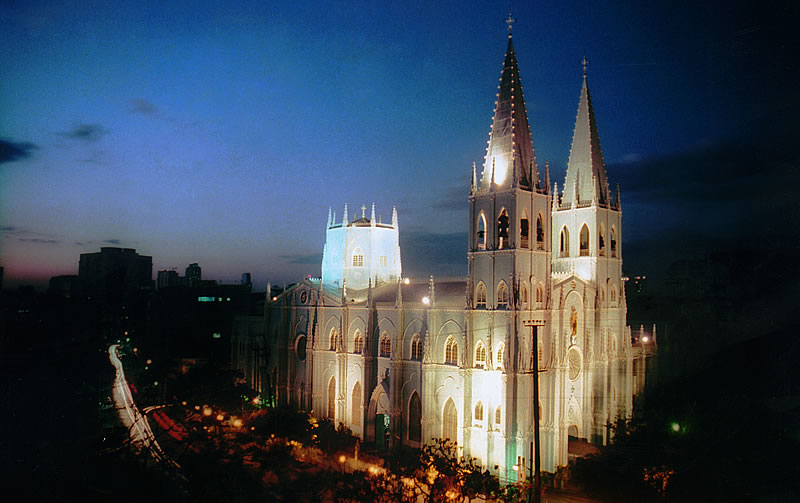
كنيسة سان سيباستيان، مانيلا، الفلبين

على مر التاريخ، بُنيت المباني في مكان ما وأعيد تجميعها ووضعها في مكان آخر، خصوصًا في المستوطنات الجديدة أو الأنشطة المتنقلة؛ واحدٌ من أوائل المباني الموجودة في كيب آن عام 1624 كان على الأرجح مسبق الصنع بشكل جزئيّ، وفُككّ بسرعة وحرّك مرة واحدة على الأقل. وصف جون رولو عام 1801 الاستخدام السابق لمباني مستشفيات متنقلة في الهند الغربية. من المحتمل أن يكون «كوخ مانينغ» أول مبنىً مسبق الصنع معلن عنه. بنى هنري مانينغ، وهو نجار في لندن، منزلًا مكوّنا من عدة أجزاء، ثم شحنه وجمّعه مهاجرون بريطانيون، وقد نشر ذلك وأعلن عنه (الإعلان، سجل جنوب أستراليا، 1837) وبعض هذه الأجزاء ما يزال قائمًا في أستراليا. من الأمثلة الأخرى بيت اجتماع الأصدقاء في أديلايد.    
كان عام 1853 أكثر عامٍ تستورد فيه أستراليا بنايات متنقلة، إذ وصل إلى موانئها المئات من ليفربول وبوسطن وسنغافورة (مع تعليمات صينية حول كيفية إعادة التجميع). يعد البيت المنقول (بالإنجليزية: Chattel House) في باربادوس، الذي بناه العبيد المحررون الذين كانت لهم حقوق محدودة في البناء على أرض لا يمتلكونها، مسبق الصنع، وبما أن المباني كانت قابلة للتحريك والنقل، فقد كانت تعتبر من الناحية القانونية من المنقولات.
عام 1855 أثناء حرب القرم، وبعد أن كتبت فلورنس نايتينجيل رسالة إلى صحيفة ذا تايمز، كُلّف إسامبارد كينجدم برونيل بتصميم مستشفى مسبق الصنع، وفي غضون خمسة أشهر انتهى من تصميم مستشفى رينكيوي: الذي يتسع لحوالي 1,000 سرير، مع ابتكارات وأفكار جديدة في مجال الصرف الصحي والتهوية والمراحيض. صنع ويليام إيسي الوحدات الستة عشر المطلوبة في أرصفة غلوستر، ثم شحنها مباشرةً  إلى الدردنيل. استخدمت فقط من مارس 1856 حتى سبتمبر 1857، حيث خفضت معدل الوفيات من 42% إلى 3.5%. 

## المباني مسبقة الصنع والحداثة
يدمج المهندسون المعماريون التصاميم الحديثة في البيوت مسبقة الصنع حاليًا. لا ينبغي مقارنة البيوت مسبقة الصنع بالبيوت المتنقلة من حيث المظهر، بل تقارن بالبيوت الحديثة المعقدة. كما أن هناك زيادة في استخدام المواد الخضراء الصديقة للبيئة عند بناء هذه البيوت. يمكن للمستهلكين الاختيار بسهولة بين لمسات نهائية صديقة للبيئة وأنظمة حوائط مختلفة، وبما أن هذه البيوت مكونة ومبنية من أجزاء، فإنه من السهل على صاحب البيت أن يضيف إلى الأسقف غرفًا إضافية أو حتى ألواحًا شمسية، ويمكن تخصيص العديد من البيوت مسبقة الصنع حسب الموقع والمناخ الخاصين بالعميل، ما يجعلها أكثر مرونة وحداثة من ذي قبل.

## في الدول الشيوعية
تعرضت دول كثيرة في أوروبا الشرقية لأضرار مادية جسيمة خلال الحرب العالمية الثانية، كما انهارت اقتصاداتها وأصبحت في حالة سيئة جدًا، وظهرت الحاجة إلى إعادة بناء المدن المتضررة بشدة بسبب الحرب. على سبيل المثال، هدمت معظم المباني في وارسو بعد انتفاضتها عام 1944، والذي نتج عنه التخطيط لتدميرها الشامل من القوات الألمانية، كما دمّر مركز دريسدن، ألمانيا، بشكل كامل نتيجة القصف الذي شنّته قوات الحلفاء عام 1945، ودُمّر جزء كبير من ستالينجراد ولم يتبق فيها سوى عدد قليل من المباني.
كانت المباني مسبقة الصنع بمثابة وسيلة غير مكلفة وسريعة للتخفيف من النقص الهائل في المساكن المدمرة زمن الحرب، والتحضر والهجرة القروية.

## مبان تجارية مسبقة الصنع
يستخدم ماكدونالدز منشآتٍ مسبقة الصنع لمبانيه، وسجّل رقمًا قياسيًا تمثل في بناء مطعم وافتتاحه للعمل في غضون 13 ساعة فقط، علمًا أن الأعمال الأرضية كانت مجهزة ومعدة مسبقًا.